# Megaraptor namunhuaiquii
Megaraptor è un genere estinto di dinosauro teropode megaraptora vissuto nella parte inferiore del Cretaceo superiore in Sudamerica. Conosciuto per un'unica specie M. namunhuaiquii. 

## Descrizione
I primi resti frammentari di questo dinosauro, lungo forse 9-11 metri, vennero scoperti nel 1997 e descritti da Fernando E. Novas un anno dopo, e includevano un enorme artiglio falciforme lungo circa trenta centimetri, simile a quello dei dromeosauridi ma molto più grande. Proprio per questo motivo il megaraptor venne subito considerato il più grande fra questi dinosauri, qualcosa di simile a un gigantesco Velociraptor, dotato di una "falce" sulle zampe posteriori. 
Scoperte più recenti, però, hanno portato a una riconsiderazione di questa interpretazione. Una zampa anteriore completa, infatti, dimostra che l'artiglio era posizionato sulla "mano", e non sul "piede". La zampa, inoltre, assomiglia molto a quelle dei carnosauri già noti, anche se differisce in modo singolare da quelle degli allosauridi e dei carcarodontosauridi; Megaraptor, dunque, potrebbe effettivamente appartenere a una nuova famiglia di grandi teropodi con insolite specializzazioni negli arti anteriori. Sono conosciuti due esemplari frammentari di Megaraptor provenienti da Portezuelo, un altro (classificato per ora come Megaraptor sp.) proviene da bayo Barreal (ed è come i precedenti frammentario), inoltre nel medesimo giacimento di Portezuelo sono stati rinvenuti frammenti di ossa attribuibili a Megaraptor.

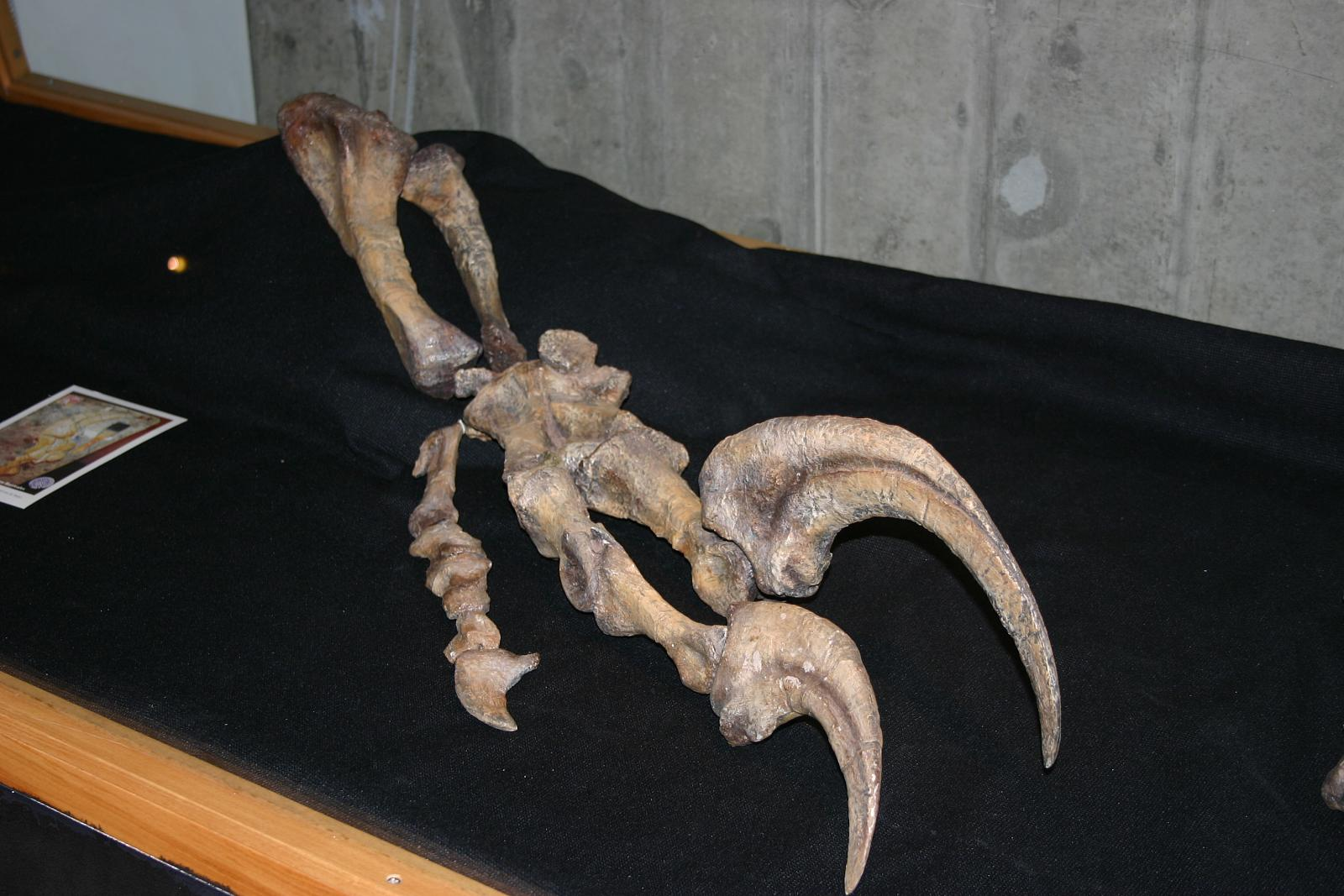
Ossa della mano di Megaraptor

È interessante notare che anche lo spinosauride Baryonyx, prima della descrizione ufficiale, era stato pubblicizzato come un dromeosauride, a causa dello smisurato artiglio che risultò poi appartenere alle "mani".
Nel 2009 Megaraptor è stato inserito nella nuova famiglia dei Neovenatoridae, ma la classificazione è tuttora incerta.
In particolare tanto Megaraptor, quanto il simile Austroraptor del cretaceo del Queensland, potrebbero essere dei celurosauridi di grossa taglia imparentati più o meno strettamente con i tirannosauroidi longirostrini, e far quindi parte di Tyrannosauroidea, magari imparentati anche con Eotyrannus un tirannosauroide che, tra l'altro, aveva zampe anteriori particolarmente lunghe (Porfiti et al. 2014). In attesa di reperti più completi ed ulteriori analisi cladistiche, l'ipotesi che si tratti di celurosauridi imparentati con Tyrannosauroidea è quella che sta, comunque, aumentando più rapidamente i propri consensi, in particolare grazie agli studi di J. D. Porfiri e F. E. Novas. Comunque non si può escludere una parentela più remota, anche per ragioni biogeografiche (parrebbero tutti di origine gondwanica), e quindi magari interni ad un clado separato di  Coelurosauria, che ha sviluppato convergenze con Tyrannosauroidea, oppure appartenente ad un'altra famiglia di Tyrannosauroidea come i piuttosto basali Proceratosauridae, clado a sua volta istituito solo recentemente (2010, O. Rahut et al.) e poco conosciuto.
A Marzo 2020, secondo una nota del Museo di Scienze Naturali Bernardino Rivadavia, un gruppo di ricerca guidato dallo stesso Fernando Novas ha scoperto in Patagonia i resti più recenti mai trovati di un nuovo Megaraptor risalente a circa 70 milioni di anni fa.

## Nella cultura di massa
L'Indoraptor, un dinosauro ibrido antagonista del film Jurassic World - Il regno distrutto (2018) si ispira particolarmente al Megaraptor, in particolare alle sue grandi dimensioni.